# Haag (Oberfranken)

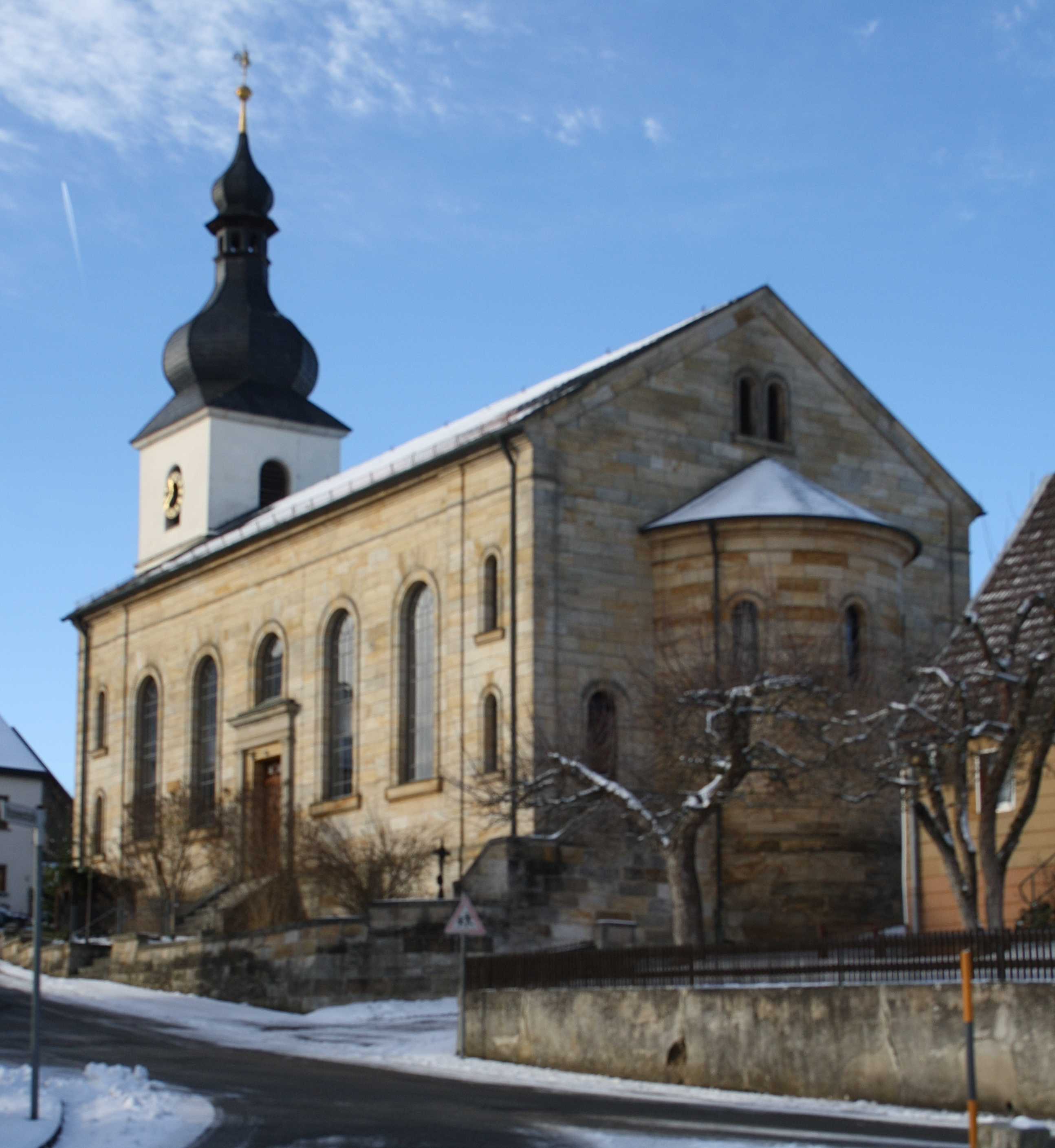
Evangelisch-lutherische Pfarrkirche St. Katharina

Haag ([ˈhaːk] ⓘ) ist eine Gemeinde im Landkreis Bayreuth (Regierungsbezirk Oberfranken).

## Geografie

### Lage
Haag ist in eine sanfte Hügellandschaft an den Ausläufern des Lindenhardter Forstes unweit der Rotmainquelle eingebettet. Die Gemeindeteile Obernschreez, Unternschreez und Gosen liegen auf dem Hang des nahegelegenen Culm- oder Sophienbergs.

### Gemeindegliederung
Es gibt 11 Gemeindeteile (in Klammern ist der Siedlungstyp angegeben):
- Bockmühle (Einöde)
- Bocksrück (Weiler)
- Culmberg (Weiler)
- Freileithen (Einöde)
- Gosen (Weiler)
- Haag (Pfarrdorf)
- Huth (Einöde)
- Leismühle (Einöde)
- Obernschreez (Dorf)
- Sahrmühle (Einöde)
- Unternschreez (Dorf)

Auf dem Gemeindegebiet befand sich die zur Wüstung gewordene Einöde Röth.
Es gibt auf dem Gemeindegebiet die Gemarkungen Forst Thiergarten (Gemarkungsteil 1), Haag, Lindenhardter Forst-Nordwest (Gemarkungsteil 3), Obernschreez und Unternschreez. Die Gemarkung Haag hat eine Fläche von 4,886 km². Sie ist in 736 Flurstücke aufgeteilt, die eine durchschnittliche Flurstücksfläche von 6639,09 m² haben. In ihr liegen neben dem namensgebenden Ort die Gemeindeteile Bockmühle, Bocksrück, Huth, Leismühle und Sahrmühle.

### Nachbargemeinden
Nachbargemeinden sind (von Norden beginnend im Uhrzeigersinn): Bayreuth, Creußen und Gesees.

## Name
Der Ortsname Haag bedeutet vermutlich von einem Wald, Gebüsch oder einer Hecke eingehegter Ort. Der Ortsname bzw. Namensteil Schreez ist vom slawischen Wort Sraz abgeleitet und bezieht sich auf den Hang des Sophienbergs, auf dem der Gemeindeteil liegt.

## Geschichte

### Bis zur Gemeindegründung
Der Ort wurde in einer Urkunde, die im Zeitraum von 1332 bis 1340 entstanden ist, als „zu Hage“ erstmals urkundlich erwähnt. Die Herren von Nankenreuth besaßen vom 15. Jahrhundert bis zu ihrem Aussterben 1613 das Rittergut Schreez mit Haag und Unternschreez.
Haag bildete mit Bockmühle, Leismühle und Sahrmühle eine Realgemeinde. Gegen Ende des 18. Jahrhunderts gab es in Haag 43 Anwesen. Die Hochgerichtsbarkeit stand dem bayreuthischen Stadtvogteiamt Creußen zu. Die Dorf- und Gemeindeherrschaft hatte das bayreuthische Amt Unternschreez. Grundherren waren das Hofkastenamt Bayreuth (1 Gut mit Schmiede) und das Amt Unternschreez (2 Söldengüter, 1 Wirtshaus, 1 Schmiede, 36 Häuser, 2 Tropfhäuser).
Als Teil des seit 1792 preußischen Fürstentums Bayreuth kam Haag im Frieden von Tilsit zu Frankreich und wurde 1810 an das Königreich Bayern verkauft. Von 1797 bis 1810 unterstand der Ort dem Justiz- und Kammeramt Bayreuth.
1812 wurde infolge des Gemeindeedikts der Steuerdistrikt Haag gebildet. Außer dem Hauptort gehörten hierzu Bockmühle, Bocksrück, Culmberg, Freileithen, Gosen, Hauleithen, Huth, Leismühle, Obernschreez, Röth, Sahrmühle und Unternschreez. Zugleich entstand die Ruralgemeinde Haag, zu der Bockmühle, Bocksrück, Huth, Leismühle und Sahrmühle gehörten. Sie war in Verwaltung und Gerichtsbarkeit dem Landgericht Bayreuth zugeordnet und in der Finanzverwaltung dem Rentamt Bayreuth (1919 in Finanzamt Bayreuth umbenannt). Ab 1862 gehörte Haag zum Bezirksamt Bayreuth (1939 in Landkreis Bayreuth umbenannt). Die Gerichtsbarkeit blieb beim Landgericht Bayreuth (1879 in Amtsgericht Bayreuth umgewandelt). Die Gemeinde hatte ursprünglich eine Gebietsfläche von 4,889 km².

### Eingemeindungen
Im Zuge der Gebietsreform in Bayern wurde am 1. Mai 1978 die Gemeinde Schreez (1939 durch die Zusammenlegung der Gemeinden Obernschreez und Unternschreez entstanden) nach Haag eingemeindet. Am 1. Januar 2020 wurde ein Teilstück mit einer Größe von 259 ha aus dem ehemaligen gemeindefreien Gebiet Lindenhardter Forst-Nordwest eingegliedert.

### Einwohnerentwicklung
Gemeinde Haag
| Jahr      | 1820   | 1840   | 1852   | 1861   | 1867   | 1871   | 1875   | 1880   | 1885   | 1890   | 1895   | 1900   | 1905   | 1910   | 1919   | 1925   | 1933   | 1939   | 1946   | 1950   | 1961   | 1970   | 1987   | 1995 | 2000 | 2005 | 2010   | 2015   | 2020   |
| Einwohner | 347    | 399    | 362    | 371    | 360    | 389    | 382    | 410    | 407    | 372    | 371    | 354    | 352    | 353    | 321    | 310    | 311    | 312    | 429    | 409    | 351    | 365    | 783    | 887  | 905  | 963  | 928    | 952    | 970    |
| Häuser    | 53     |        |        |        |        | 59     |        |        | 59     | 59     |        | 59     |        |        |        | 56     |        |        |        | 62     | 75     |        | 208    |      |      |      |        | 293    | 314    |
| Quelle    | [ 11 ] | [ 18 ] | [ 18 ] | [ 19 ] | [ 20 ] | [ 21 ] | [ 22 ] | [ 23 ] | [ 24 ] | [ 25 ] | [ 18 ] | [ 26 ] | [ 18 ] | [ 27 ] | [ 18 ] | [ 28 ] | [ 18 ] | [ 18 ] | [ 18 ] | [ 29 ] | [ 13 ] | [ 30 ] | [ 31 ] |      |      |      | [ 32 ] | [ 32 ] | [ 33 ] |

Ort Haag
| Jahr      | 001819 | 00 1820 | 001861 | 001871 | 001885 | 001900 | 001925 | 001950 | 001961 | 001970 | 001987 |
| Einwohner | 303 *  | 305     | 329    | 342    | 352    | 309    | 273    | 350    | 313    | 335    | 379    |
| Häuser    |        | 47      |        |        | 53     | 53     | 50     | 56     | 66     |        | 100    |
| Quelle    | [ 34 ] | [ 11 ]  | [ 19 ] | [ 21 ] | [ 24 ] | [ 26 ] | [ 28 ] | [ 29 ] | [ 13 ] | [ 30 ] | [ 31 ] |

### Religion
Zum Zensus 2011 waren 75,1 % der Einwohner evangelisch-lutherisch und 13,9 % römisch-katholisch. 11,0 % gehörten einer anderen Glaubensgemeinschaft an oder waren konfessionslos.

## Politik
Die Gemeinde ist Mitglied der Verwaltungsgemeinschaft Creußen.

### Bürgermeister
Erster Bürgermeister ist Robert Pensel (CSU) Im Jahre 2014 wurde Pensel mit 90,6 % zum neuen Bürgermeister gewählt und 2020 im Amt bestätigt. Er hatte keinen Gegenkandidaten. Vorgänger waren Horst Rauh (CSU) bis 2014 und Johann Lautner (Freie Wählergemeinschaft) bis 2002.

### Gemeinderat
Die Kommunalwahlen seit 2002 führten zu folgenden Sitzverteilungen im Gemeinderat:
| Partei/Liste                     | 2002 | 2008 | 2014 | 2020 |
| -------------------------------- | ---- | ---- | ---- | ---- |
| CSU                              | 2    | 3    | 3    | 3    |
| SPD                              | 2    | 2    | 1    | –    |
| Freie Wählergemeinschaft Schreez | 2    | 1    | 2    | 3    |
| Wahlgemeinschaft Haag            | 2    | 2    | 2    | 2    |
| Gesamt                           | 8    | 8    | 8    | 8    |

### Wappen und Flagge
Wappen
| Wappen von Haag (Oberfranken) | Blasonierung: „Über einem von Silber und Schwarz gevierten Dreiberg gespalten von Rot und Silber; vorne ein silberner Feuerhaken, hinten ein mit Messern besetztes halbes schwarzes Rad.“ |
| Wappen von Haag (Oberfranken) | Wappenbegründung: Der Feuerhaken, ein sogenannter Nanken, stammt aus dem Wappen der Herren von Nankenreuth, die im 15. Jahrhundert das Rittergut Schreez mit Haag und Unternschreez erwarben. Sie stifteten eine Kapelle, die vor dem 16. Jahrhundert zur Pfarrkirche erhoben wurde. Sie ist der heiligen Katharina geweiht. Darauf weist das halbe Rad als Attribut der Heiligen in geminderter Form im Gemeindewappen hin. Die Zollernvierung im Dreiberg erinnert an die Territorialherrschaft der Markgrafen von Brandenburg-Bayreuth. Der Dreiberg stellt den Sophienberg dar, der mit 596 m Höhe die Umgebung von Haag prägt. Dieses Wappen wird seit 1990 geführt. |

Flagge
Die Gemeinde Haag hat keine Gemeindeflagge.

## Baudenkmäler
Dem ehemaligen Gasthaus Stöckel in Unternschreez, dessen Fassade ein Wappenrelief aus Sandstein mit der Jahresinschrift 1619 ziert, drohte der Abriss (Stand Januar 2019). Lediglich das Relief steht unter Denkmalschutz, der Abriss des Gebäudes wäre mit 90 Prozent Zuschuss durch das Programm „Innen statt Außen“ gefördert worden. Im März 2019 wurde mitgeteilt, dass das Haus verkauft wurde und saniert werden soll.

## Wirtschaft und Infrastruktur

### Wirtschaft einschließlich Land- und Forstwirtschaft
Es gab 1998 nach der amtlichen Statistik im produzierenden Gewerbe 177 und im Bereich Handel und Verkehr keine sozialversicherungspflichtig Beschäftigten am Arbeitsort. Sozialversicherungspflichtig Beschäftigte am Wohnort gab es insgesamt 308. Im verarbeitenden Gewerbe gab es vier Betriebe, im Bauhauptgewerbe einen Betrieb. Zudem bestanden im Jahr 1999 16 landwirtschaftliche Betriebe mit einer landwirtschaftlich genutzten Fläche von 297 Hektar, davon waren 127 Hektar Ackerfläche und 170 Hektar Dauergrünfläche.

### Verkehr
Haag wird von der Kreisstraße BT 47 tangiert, die nach Spänfleck (1,7 km westlich) bzw. nach Großweiglareuth verläuft (1,5 km südöstlich). Von der BT 47 zweigt eine Gemeindeverbindungsstraße ab, die an Bockmühle und Huth vorbei nach Unternschreez führt (2 km nordöstlich). Ein Anliegerweg führt zur Sahrmühle (1,2 km südwestlich).

### Bildung
Es gibt folgende Einrichtungen (Stand 1999):
- Kindergärten: 25 Kindergartenplätze mit 25 Kindern